# Кубок Румунії з футболу 2018—2019
Кубок Румунії з футболу 2018–2019 — 81-й розіграш кубкового футбольного турніру в Румунії. Титул вперше здобув Віторул (Констанца).

## Календар
| Раунд           | Дата                         | Матчі | Клуби    |
| --------------- | ---------------------------- | ----- | -------- |
| Перший раунд    | 1-2 серпня 2018              | 34    | 133 → 99 |
| Другий раунд    | 14-16 серпня 2018            | 28    | 99 → 71  |
| Третій раунд    | 28-29 серпня 2018            | 21    | 71 → 50  |
| Четвертий раунд | 11-18 вересня 2018           | 18    | 50 → 32  |
| 1/16 фіналу     | 25-27 вересня 2018           | 16    | 32 → 16  |
| 1/8 фіналу      | 30 жовтня - 1 листопада 2018 | 8     | 16 → 8   |
| 1/4 фіналу      | 26-28 лютого 2019            | 4     | 8 → 4    |
| 1/2 фіналу      | 3-4/24-25 квітня 2019        | 4     | 4 → 2    |
| Фінал           | 2 червня 2019                | 1     | 2 → 1    |

## Регламент
У перших п'яти раундах беруть участь клуби нижчих дивізіонів чемпіонату Румунії. Клуби провідного дивізіону стартують з 1/16 фіналу. На всіх стадіях окрім півфіналів, команди грають по одному матчу.

## 1/16 фіналу
| Команда 1                        | Рахунок      | Команда 2                      |
| -------------------------------- | ------------ | ------------------------------ |
| 25 вересня 2018                  |              |                                |
| Волунтарі                        | 2:1          | Ботошані                       |
| М'єркуря-Чук (3)                 | 2:1          | Енергетіціанул (2)             |
| Спортул (Снагов) (2)             | 0:2          | КС Університатя (Крайова)      |
| АСУ Політехніка Тімішоара (2)    | 1:1 пен. 2:4 | Сепсі                          |
| Дачія Уніря (Браїла) (2)         | 1:3          | Динамо (Бухарест)              |
| 26 вересня 2018                  |              |                                |
| УТА Арад (2)                     | 3:3 пен. 3:5 | КСМ Політехніка Ясси           |
| Спортінг (Лієшть) (3)            | 0:3          | Міовень (2)                    |
| Слатіна (4)                      | 0:2          | Дунеря (Келераші)              |
| Академіка (Клінчень) (2)         | 0:2          | Германнштадт                   |
| Прогресул Спартак (Бухарест) (3) | 0:1          | Університатя (Клуж-Напока) (2) |
| Конкордія                        | 0:3          | Віторул (Констанца)            |
| Кіндія (Тирговіште) (2)          | 0:1          | ЧФР (Клуж-Напока)              |
| 27 вересня 2018                  |              |                                |
| Лучафирул (Орадя) (2)            | 1:5          | Астра                          |
| КСМ Буковина (Радівці) (3)       | 1:1 пен. 7:8 | Газ Метан                      |
| Рапід (Бухарест) (3)             | 0:2          | Турріс-Олтул (3)               |
| Уніря (Алба-Юлія) (3)            | 0:1          | ФКСБ                           |

## 1/8 фіналу
| Команда 1                      | Рахунок      | Команда 2                 |
| ------------------------------ | ------------ | ------------------------- |
| 30 жовтня 2018                 |              |                           |
| Турріс-Олтул (3)               | 1:4          | КС Університатя (Крайова) |
| Германнштадт                   | 3:0          | Волунтарі                 |
| КСМ Політехніка Ясси           | 2:2 пен. 3:5 | Віторул (Констанца)       |
| 31 жовтня 2018                 |              |                           |
| Міовень (2)                    | 0:5          | Сепсі                     |
| Університатя (Клуж-Напока) (2) | 3:4 дч       | Астра                     |
| Газ Метан                      | 0:1          | ЧФР (Клуж-Напока)         |
| 1 листопада 2018               |              |                           |
| М'єркуря-Чук (3)               | 3:3 пен. 6:5 | Динамо (Бухарест)         |
| Дунеря (Келераші)              | 2:1          | ФКСБ                      |

## 1/4 фіналу
| Команда 1         | Рахунок | Команда 2                 |
| ----------------- | ------- | ------------------------- |
| 26 лютого 2019    |         |                           |
| Германнштадт      | 2:3     | Віторул (Констанца)       |
| 27 лютого 2019    |         |                           |
| Дунеря (Келераші) | 1:2     | Астра                     |
| Сепсі             | 0:1     | ЧФР (Клуж-Напока)         |
| 28 лютого 2019    |         |                           |
| М'єркуря-Чук (3)  | 0:3     | КС Університатя (Крайова) |

## 1/2 фіналу
| Команда 1                 | Заг. | Команда 2           | 1-й матч | 2-й матч |
| ------------------------- | ---- | ------------------- | -------- | -------- |
| 3/24 квітня 2019          |      |                     |          |          |
| ЧФР (Клуж-Напока)         | 3:5  | Астра               | 1:3      | 2:2      |
| 4/25 квітня 2019          |      |                     |          |          |
| КС Університатя (Крайова) | 1:4  | Віторул (Констанца) | 1:2      | 0:2      |

## Фінал
| 25 травня 2019 20:00 (EEST) |

| Астра      | 1:2 дч   | Віторул (Констанца)  |
| ---------- | -------- | -------------------- |
| Алібек 41' | Протокол | Гіце 76' Ерік 105+2' |

| «Ілле Оане», Плоєшті Глядачів: 11 968 Арбітр: Раду Петреску |